# Élections législatives de 1962 en Guyane
Les élections législatives françaises de 1962 se déroulent les 18 et 25 novembre.  Dans le département de la Guyane, un député est à élire dans le cadre d'une circonscription.

## Élus
| Circonscription        | Député sortant | Parti | Parti | Député élu ou réélu | Parti | Parti |
| ---------------------- | -------------- | ----- | ----- | ------------------- | ----- | ----- |
| Circonscription unique | Léopold Héder  |       | PSG   | Léopold Héder       |       | PSG   |

## Résultats

### Résultats à l'échelle du département
| Parti          | Parti                                   | Premier tour | Premier tour | Second tour | Second tour | Siège |
| Parti          | Parti                                   | Voix         | %            | Voix        | %           | Siège |
| -------------- | --------------------------------------- | ------------ | ------------ | ----------- | ----------- | ----- |
|                | Union pour la nouvelle République (UDT) | 328          | 3,86         |             |             | 0     |
|                | Majorité présidentielle                 | 328          | 3,86         |             |             | 0     |
|                |                                         |              |              |             |             |       |
|                | Parti socialiste guyanais               | 4 216        | 49,55        | 4 830       | 51,18       | 1     |
|                | Divers                                  | 3 964        | 46,59        | 4 607       | 48,82       | 0     |
|                |                                         |              |              |             |             |       |
| Inscrits       | Inscrits                                | 13 106       | 100,00       | 13 122      | 100,00      | 1     |
| Abstentions    | Abstentions                             | 4 423        | 33,75        | 3 573       | 27,23       |       |
| Votants        | Votants                                 | 8 683        | 66,25        | 9 549       | 72,77       |       |
| Blancs et nuls | Blancs et nuls                          | 175          | 2,02         | 112         | 1,17        |       |
| Exprimés       | Exprimés                                | 8 508        | 97,98        | 9 437       | 98,83       |       |

### Résultats par circonscription
| Candidat | Candidat                    | Parti          | Premier tour | Premier tour | Second tour | Second tour |  |
| Candidat | Candidat                    | Parti          | Voix         | %            | Voix        | %           |  |
| --- | --------------------------- | -------------- | ------------ | ------------ | ----------- | ----------- |  |
| | Léopold Héder sortant réélu | PSG            | 4 216        | 49,55        | 4 830       | 51,18       |  |
| | Roland Barrat               | Divers         | 3 964        | 46,59        | 4 607       | 48,82       |  |
| | Georges Guéril              | UNR-UDT        | 328          | 3,86         |             |             |  |
| |                             |                |              |              |             |             |  |
| Inscrits | Inscrits                    | Inscrits       | 13 106       | 100,00       | 13 122      | 100,00      |  |
| Abstentions | Abstentions                 | Abstentions    | 4 423        | 33,75        | 3 573       | 27,23       |  |
| Votants | Votants                     | Votants        | 8 683        | 66,25        | 9 549       | 72,77       |  |
| Blancs et nuls | Blancs et nuls              | Blancs et nuls | 175          | 2,02         | 112         | 1,17        |  |
| Exprimés | Exprimés                    | Exprimés       | 8 508        | 97,98        | 9 437       | 98,83       |  |
| Source : France, Ministère de l'intérieur. Les Elections législatives . Métropole., la Documentation française, 1963 (lire en ligne) |                             |                |              |              |             |             |  |